# Tablette de Ninnion

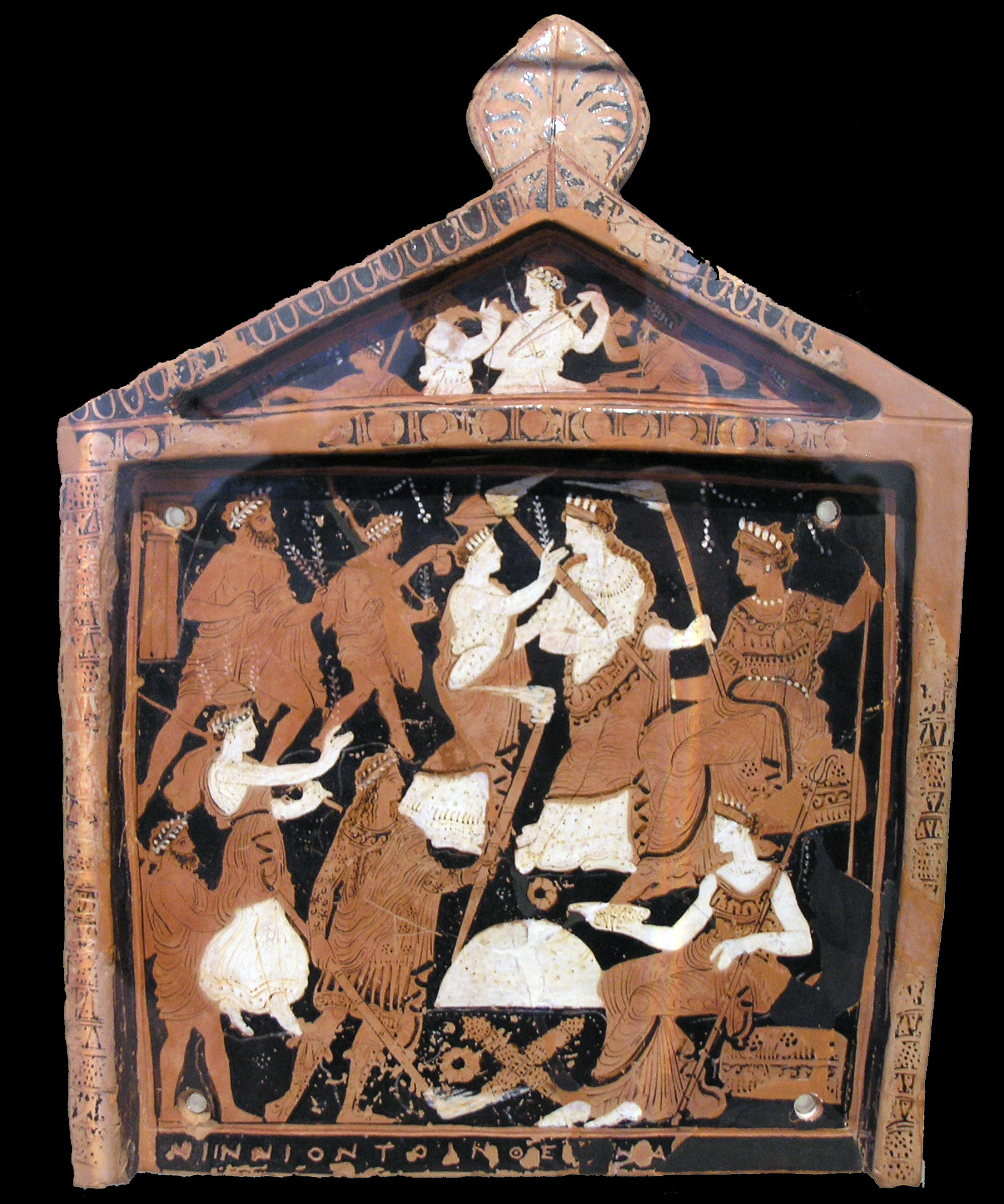
Tablette de Ninnion. Musée national archéologique d'Athènes.

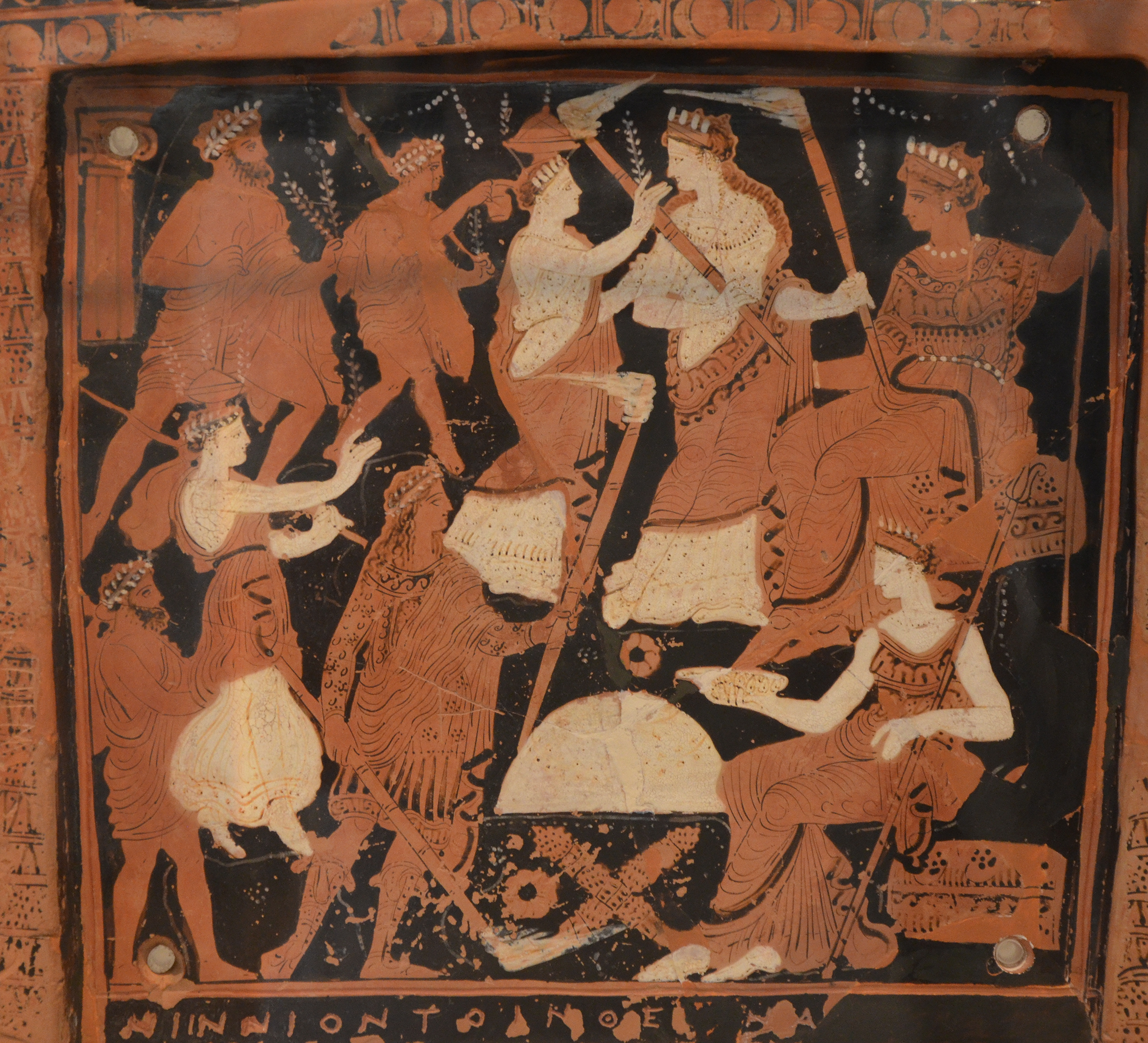
Scène principale, meilleure définition.

La tablette de Ninnion est une plaque votive d'argile à figures rouges, en forme de naïskos, datée d'environ -370, qui donne de précieuses informations sur les rituels secrets des Mystères d'Éleusis. Elle est conservée au Musée national archéologique d'Athènes sous le numéro 11036.

## L'inscription
L'inscription « ΝΙΝΝΙΟΝ ΤΟΙΝ ΘΕ[ΟΙ]Ν Α[ΝΕΘΗΚΕ] » révèle que Ninnion a dédié la tablette votive aux deux déesses.

## Description de la tablette
La scène principale montre Iacchos menant une procession d’initiés, en présence des deux Grandes Déesses, Déméter et Coré (ou Perséphone). Au-dessus se trouvent des représentations des phases de la Lune. Le fronton triangulaire à acrotère figure une autre scène peinte dans le même style, avec d'autres personnages.

## Autres figures des Mystères d'Éleusis

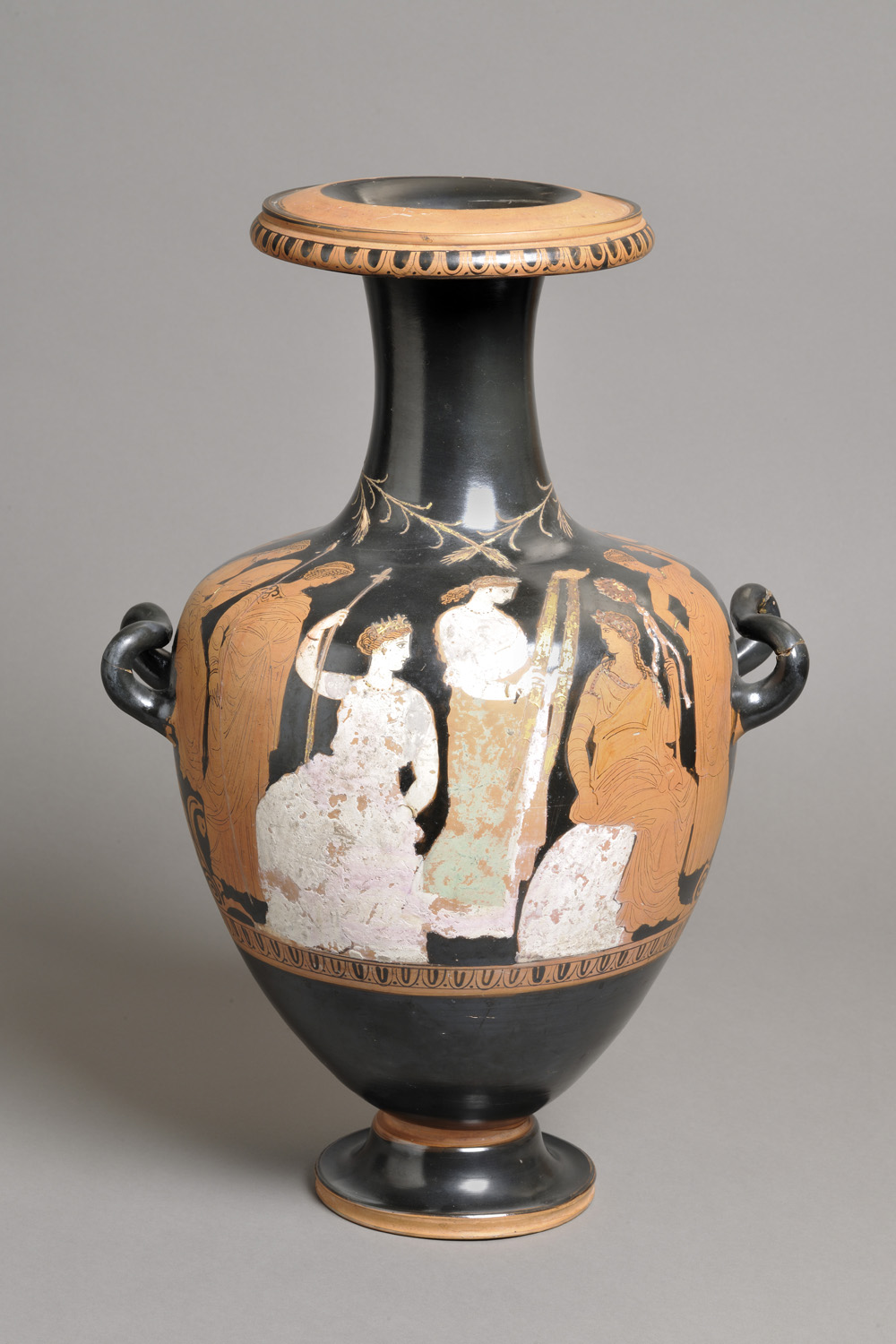
Hydrie des mystères d'Éleusis, musée des Beaux-Arts de Lyon.

La tablette de Ninnion est l'une des très rares représentations originales connues des rites d'initiation des Mystères d'Éleusis.
Sont connues aussi :
- l'hydrie des Mystères d'Éleusis du musée des Beaux-Arts de Lyon ;
- l'hydrie d'Éleusis de l'Altes Museum de Berlin.

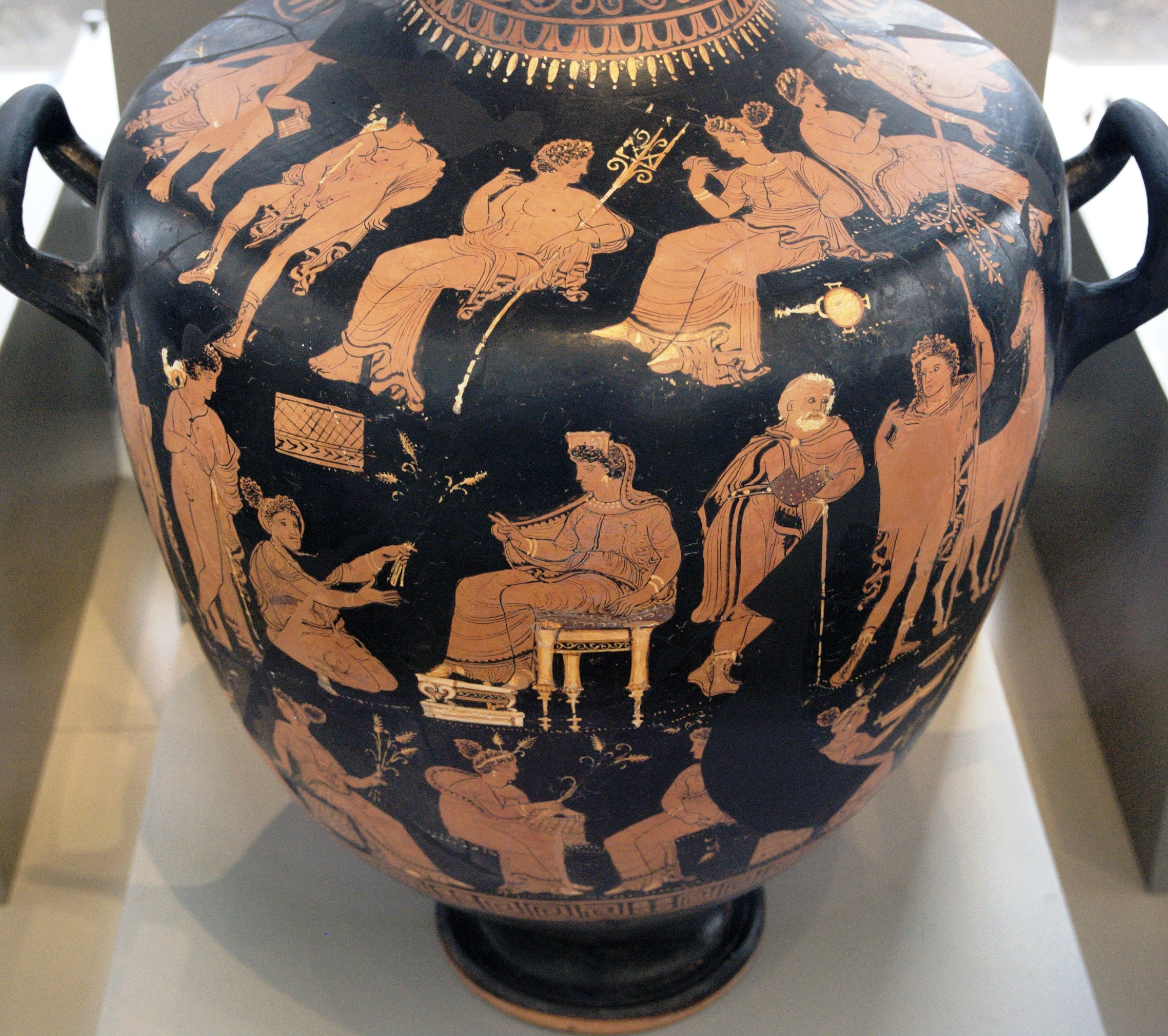
Hydrie d'Éleusis, Altes Museum, Berlin.